# Terrence Steadman
Terrence Steadman az amerikai Szökés című sorozat egyik kitalált szereplője. John Billingsley és Jeff Perry alakítja.

## Háttér
Terrence Steadman, az alelnök öccse. A halálát nővére és a CÉG rendezte meg, hogy miután Lincoln Burrows "meggyilkolta", a pénze Caroline-ra szálljon, így az indulni tudjon az elnökválasztáson. Steadmannek még a fogát is a holttestbe operálják, hogy hitelesebbnek tűnjön az, majd teljesen kitörlik Steadmant az adatbázisból (új fajta arca lesz, más a vércsoportja stb…).

## Szerepek

### 1. évad
Steadman az évadban csak néhányszor tűnik fel, legtöbbször akkor, amikor telefonon beszél nővérével és panaszkodik neki. Kiderül, még Steadman fogát is az "ál-holttestbe rakták", hogy a test valóban az övére hasonlítson. Az évadban akkor látjuk utoljára, amikor  váratlanul betoppan a házába Veronica Donovan.

### 2. évad
Mikor elmondja Veronicának, ő is fogoly ebben a házban (golyóállóak az üvegek, az ajtó csak kívülről nyílik), a nő telefonál a hatóságoknak, hogy bizonyítani tudja Lincoln ártatlanságát. Ekkor Steadman pisztolyt ránt Veronica ellen, ám néhány ügynök lép be a házba, elveszik Steadmantől a piszolyt, majd lelövik Veronicát. Később akkor tűnik fel az évadban, amikor a jó útra tért Kellerman, Michael és Lincoln elrabolja, majd egy szállodai szobában kihívják a sajtót, hogy Steadman elmondja: nem ölte meg Lincoln. Ám mikor az újságírók csoportja kiér, Steadman fegyvert szerez, majd öngyilkos lesz.